# Poslední dějství v Palmýře
Poslední dějství v Palmýře (1994, Last Act in Palmyra) je historický detektivní román anglické spisovatelky Lindsey Davisové. Jde o šestý díl dvacetidílné knižní série, odehrávající se v antickém Římě za vlády císaře Vespasiana. Jejím hlavním hrdinou je soukromý informátor (vlastně soukromý detektiv) Marcus Didius Falco, který je také vypravěčem románu.

## Obsah románu
Roku 72 je Falco pověřen císařem Vespasianem špionážní misí za východní hranicí Římské říše v Nabatejském království, které se má stát budoucí římskou provincií. Protože se opět nedočkal zasloužené odměny za své služby, přijme zároveň úkol od tanečnice s hady a organizátorky zábavy pro boháče Thalie, pokusit se najít hráčku na vodní varhany, která opustila Řím s bohatým syrským obchodníkem. Falco doufá, že mu dvojitý honorář pomůže vymanit se z bídného hmotného a nízkého společenského postavení plebejce, aby mohl legalizovat vztah se svou družkou Helenou Justinou, dcerou senátora Decima Camilla Vera.
Společně s Helenou se vydají na cestu a po různých nebezpečných dobrodružstvích dorazí do Petry, kde objeví ve vodní nádrži utopeného muže, dramatika a upravovatele her kočovné divadelní společnosti. Přijme nabídku jejího principála, aby jej nahradil a rozhodne se vypátrat vraha. Společnost cestuje přes městečka v Sýrií a Dekapoli do Damašku a odtud do Palmýry. Zde má premiéru Falconova divadelní hra Duch, který promluvil (obsahem velmi podobná Hamletovi), která však není dohrána, neboť během jejího posledního dějství dojde k odhalení vraha a k jeho smrti po uštknutí hadem.

## Česká vydání
- Poslední dějství v Palmýře (Praha: BB/art 2005), přeložila Alena Jindrová-Špilarová.